# 시모카와구치정
시모카와구치정(일본어: 下川口町)은 일본 고치현 하타군에 설치된 정이다. 

## 참고 문헌
- 角川日本地名大辞典編纂委員会,『角川日本地名大辞典 39 高知県』1983, 角川書店